# Анабисетия
Анабисетия (лат. Anabisetia) — род птицетазовых динозавров из группы орнитопод, живших во времена позднемеловой эпохи (около 99,6—89,3 миллионов лет назад) на территории нынешней Южной Америки. Окаменелости орнитопода были найдены в провинции Неукен, Аргентина. Впервые описан палеонтологами Кориа и Кальво (Calvo) в 2002 году. Включает единственный вид — Anabisetia saldiviai.

## Классификация
Этот динозавр, как первоначально полагали, был тесно связано с другим патагонским орнитоподом Gasparinisaura (Coria и Calvo, 2002), хотя отсутствие у черепа сильно затрудняло определить его место в кладистике. Когда его кости были впервые описаны, Gasparinisaura и Anabisetia считались базальными игуанодонтами. Однако более поздние кладистические анализы, указывают, что Gasparinisaura фактически находится в непосредственной близости от группы Iguanodontia, ближе к североамериканским орнитоподам, таким как Thescelosaurus и Parksosaurus (Norman et al., 2004; Butler et al., 2008). Анабисетия же, вероятно относится к группе Euiguanodontia (Novas, 2004; Butler et al, 2011). На сегодняшний день нет единой точки зрения к какой группе относится данный род.